# 캐시미어 마피아
캐시미어 마피아(Cashmere Mafia)는 2008년 1월 6일부터 2월 20일까지 ABC에서 방영된 텔레비전 드라마이다.